# Epsilon dyscherum
Epsilon dyscherum är en stekelart som först beskrevs av Henri Saussure 1853.  Epsilon dyscherum ingår i släktet Epsilon och familjen Eumenidae. Inga underarter finns listade i Catalogue of Life.